# Kepanjen
Kepanjen ist ein Distrikt (Kecamatan) und Regierungssitz des Regierungsbezirk (Kabupaten) Malang der Provinz Ostjava im Osten der Insel Java. Der Kecamatan liegt 20 km südlich der Stadt Malang und zählte Mitte 2022 circa 112.000  Einwohner auf fast 50 km² Fläche.

## Geographie
Kepanjen liegt im östlichen Zentrum des Kabupaten Malang und hat folgende Kecamatan als Nachbarn (Reihenfolge im Uhrzeigersinn):
| Richtung0000 | Name Kec.    | Kabupaten | Provinz |
| Norden       | Ngajum       | Malang    | Ostjava |
| Norden       | Pakisaji     | Malang    | Ostjava |
| Osten        | Bululawang   | Malang    | Ostjava |
| Osten        | Gondanglegi  | Malang    | Ostjava |
| Süden        | Pagelaran    | Malang    | Ostjava |
| Süden        | Pagak        | Malang    | Ostjava |
| Westen       | Sumberpucung | Malang    | Ostjava |
| Westen       | Kromengan    | Malang    | Ostjava |

## Demographie
Zur letzten Hochrechnung im Juni 2022 lebten im Distrikt Kepanjen 111.986 Menschen, davon 55.817 Frauen (49,84 %) und 56.169 Männer (50,16 %). Der Großteil der Bevölkerung waren mit 98,01 % Muslime, Protestanten gab es 1,11 % und Katholiken waren mit 0,62 % vertreten. Zum Hinduismus bekannten sich 0,22 Prozent der Bevölkerung, zum Buddhismus 0,04 % und zum Konfuzianismus 0,01 %.

## Sport
In Kepanjen sind der erstklassige Fußballverein Arema Malang und der drittklassige Persekam Metro FC beheimatet, die ihre Spiele im 42.000 Zuschauer fassenden Kanjuruhan-Stadion austragen. Am 1. Oktober 2022 kam es dort bei einem Erstligaspiel von Arema Malang gegen den Rivalen Persebaya Surabaya durch Ausschreitungen mit mindestens 135 Toten zu einer der verheerendsten Katastrophen in der Geschichte des Fußballs.